# Parhippopsicon albosuturale
Parhippopsicon albosuturale là một loài bọ cánh cứng trong họ Cerambycidae.